# فيومي شيرايشي
فيومي شيرايشي (باليابانية: 白石冬美 ) (و. 1941  م) هي مؤدية أصوات، ومقدمة برامج إذاعية يابانية، ولدت في بكين.

## اعمالها

### أفلام أنمي
- غاوتشي عازف التشلو (1982)

## وصلات خارجية
- فيومي شيرايشي على موقع IMDb (الإنجليزية)
- فيومي شيرايشي على موقع ميوزك برينز (الإنجليزية)
- فيومي شيرايشي على موقع أول موفي (الإنجليزية)
- فيومي شيرايشي على موقع ديسكوغز (الإنجليزية)
- فيومي شيرايشي على موقع قاعدة بيانات الفيلم (الإنجليزية)
- فيومي شيرايشي على موقع ANN person (الإنجليزية)
- فيومي شيرايشي في قاعدة بيانات الأفلام على الإنترنت